# Kvinnefronten

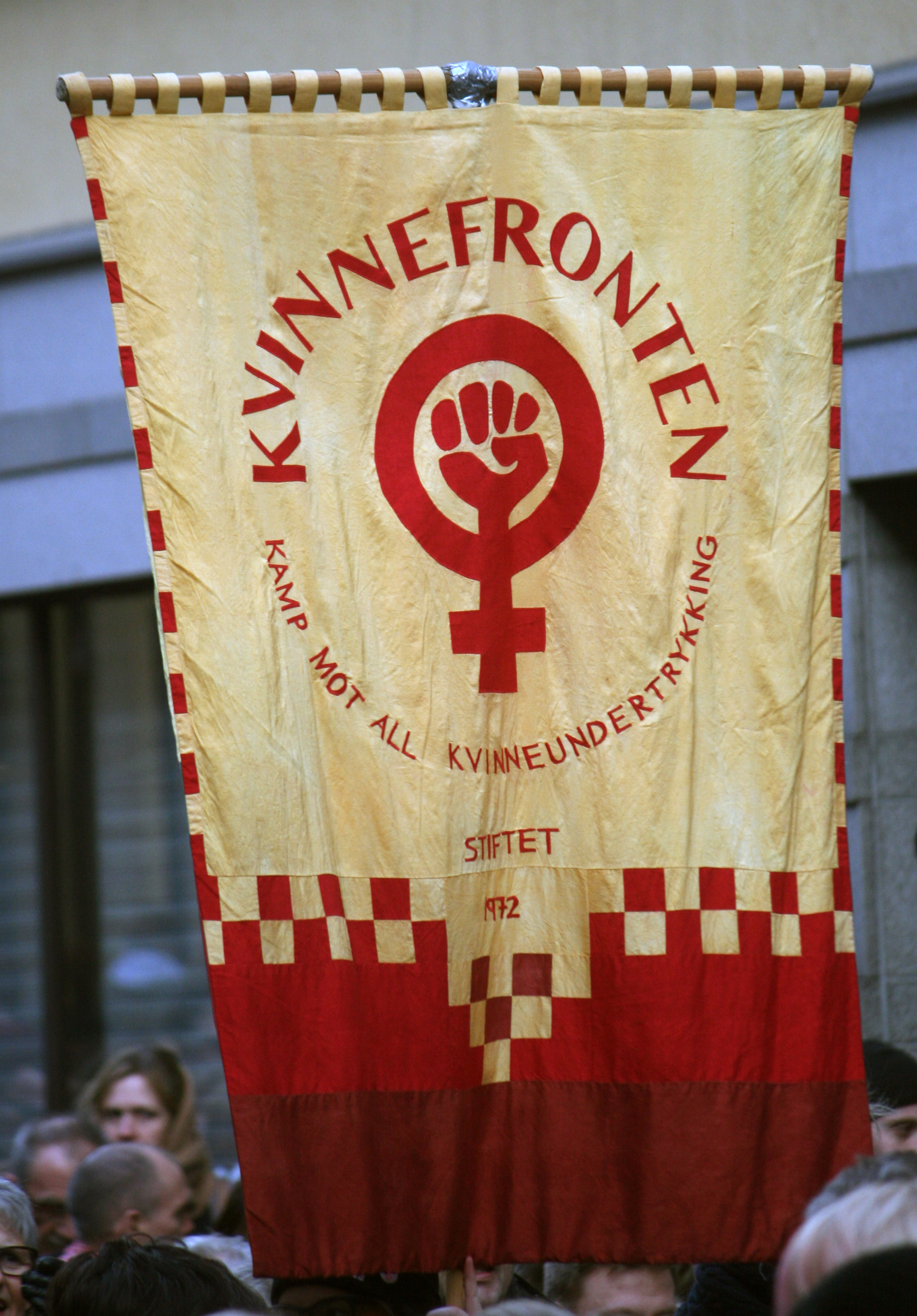
Kvinnefrontens fana.

Kvinnefronten är en norsk kvinnoorganisation som grundades 1972 med huvudparollen "kamp mot all kvinneundertrykking – for frigjøring av kvinnene". Organisationen hade ursprungligen med koppling till Arbeidernes kommunistparti (AKP-ml), men är numera politiskt oberoende.
De första grupperna inom Kvinnefronten bildades våren 1972 och var främst inriktade på kampen mot norskt medlemskap i dåvarande EEC. Senare samma år blev Kvinnefonten en rikstäckande organisation. Organisationens mål är att bekämpa allt kvinnoförtryck, att verka för kvinnors rätt till oberoende, arbete och gratis barnomsorg. Den har även varit involverad i kampen för fri abort, mot pornografi och för solidaritet med befrielserörelserna i utvecklingsländer. År 1976 bildades Brød og roser genom utbrytning från Kvinnefronten.
Kvinnefronten ger ut tidskriften Fett fem gånger om året.